# それだけでうれしい
「それだけでうれしい」は、日本の音楽グループであるTHE BOOMが1992年5月2日に発表した8枚目のシングル。

## 解説
矢野顕子とのコラボレーション2作目。本作は「THE BOOM & 矢野顕子」名義であるが、THE BOOMの正式な8枚目のシングル。
カップリング曲「愛のかたまり」は、当時どのアルバムにも未収録だったが、2005年8月3日に発売デジタルリマスター版『A PEACETIME BOOM』に初収録。1992年6月1日発売の矢野のアルバム『SUPER FOLK SONG』には、矢野のソロ・ヴァージョンが収録されている。

## 収録曲
1. それだけでうれしい
作詞・作曲：宮沢和史&矢野顕子
2. 愛のかたまり
作詞・作曲：宮沢和史